# كارين جونز
كارين جونز (بالإنجليزية: Karen Jones)‏ هي سيدة أعمال بريطانية، ولدت في 29 يوليو 1956.